# 耶稣圣心主教座堂 (芹苴市)

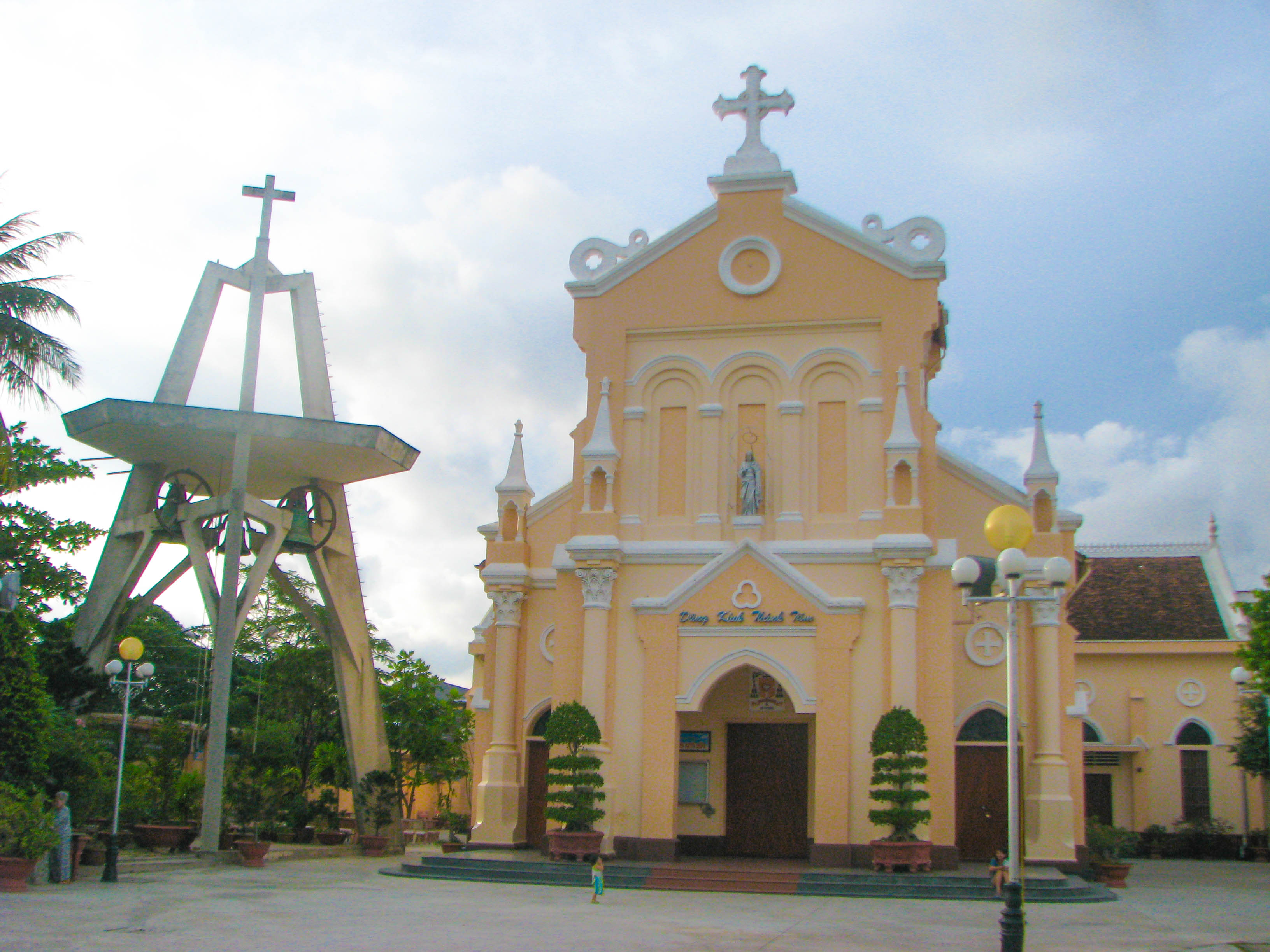

耶稣圣心主教座堂（越南语：Nhà thờ chính tòa Cần Thơ，Thánh Tâm Chúa Giêsu）是天主教芹苴教区的主教座堂，位于芹苴市寧橋郡新安坊阮氏明開街14号。
1899年，Bouchut主教派遣 Duquet神父（巴黎外方传教会）开始建造芹苴教堂，估计费用约为700,000越南盾。建造工作尚未完成，主教改派Duquet神父担任修院院长。1916年，拉拉伯雷神父（Larrabure）为教堂祝圣。
1960年11月24日，教廷在越南建立圣统制，芹苴教区成立，该堂升为主教座堂。
教堂的中心有主教 Giacôbê Nguyễn Ngọc Quang 和 Emmanuel Lê Phong Thuận 的坟墓。
由于教友人数增加，因此在1993年底，教堂进行了改建，并增加了两个翼楼以满足教友的需要。
天主教芹苴教区現任主教為智寶善（Stêphanô Tri Bửu Thiên）。